# Jay Sean
Kamaljit Singh Jhooti (Harlesden, Reino Unido; 26 de marzo de 1981), más conocido por su nombre artístico Jay Sean, es un cantante, rapero y compositor británico de origen indio, más conocido por sus éxitos "Stolen", "Eyes on You", "Ride It", "Down" y "Tonight". Ha publicado cuatro álbumes, Me Against Myself (2004), My Own Way (2008), All or Nothing (2009) y Neon (2013). Firmó con Virgin Records y fundó su propio sello, Jayded Records. Posteriormente firmó con Cash Money Records para sus lanzamientos en Portugal.

## Primeros años
Jay Sean creció en el barrio de Southall en Londres dentro de una familia asiática. Tiene ascendencia sij. Jay Sean muestra su talento a una edad temprana, cuando a los 11 años, donde estuvo su niñez en su ciudad natal y él y su primo (Pritpal Ruprai) formaron un dúo de hip hop llamado "Compulsive Disorder". Asistió a la escuela primaria Sandringham, Forest Gate Community School, Sir George Monoux College. Más tarde se matriculó en Barts y en el London School de Medicina y Odontología, pero decidió postergar sus estudios para seguir su carrera artística. Firmó un contrato con Virgin Records después de su tema "One Minute" y luego cayó en manos del productor de Rishi Rich. En 2010 se trató de grabar un remix de la canción de la actriz cantante Ashley Tisdale pero este sencillo fue cancelado por los roles de Televisión de la cantante.

## Discografía
Álbumes de estudio
- 2004: Me Against Myself
- 2008: My Own Way
- 2009: All or Nothing
- 2013: Neon

EP
- 2008: iTunes Live: London Festival '08

Álbumes compilatorios
- 2012: Hit the Lights

Mixtapes
- 2011: The Mistress

Sencillos
- «Eyes on You»
- «Stolen»
- «Ride It»
- «Maybe»
- «Stay»
- «War»
- «Tonight»
- «Down» (con Lil Wayne)
- «Do You Remenber» (con Sean Paul y Lil Jon)
- «2012 (It Ain't the End)» (con Nicki Minaj)
- «Hit the Lights» (con Lil Wayne)
- «Like This, Like That» (con Birdman)
- «Where Do We Go»
- «I'm All Yours» (con Pitbull)

Colaboraciones
- «Dance with You (Nachna Tere Naal)» (Rishi Rich con Jay Sean y Juggy D)
- «Push It Up (Aaja Kuriye)» (Juggy D con Jay Sean y Rishi Rich)
- «Written on Her» (Birdman con Jay Sean)
- «Lush» (Skepta con Jay Sean)
- «I Made It (Cash Money Heroes)» (Kevin Rudolf con Birdman, Jay Sean y Lil Wayne)
- «What Happened to Us» (Jessica Mauboy con Jay Sean)
- «Every Little Part of Me» (Alesha Dixon con Jay Sean)
- «Bebé Bonita» (Chino & Nacho con Jay Sean)
- «Wild Horses» (Antonia con Jay Sean)

Otras colaboraciones
- «Meri Jaan» (Juggy D con Jay Sean)
- «Your Love» (Remix) (Nicki Minaj con Jay Sean)
- «That Ain't Me» (Lil Wayne con Jay Sean)
- «Yalla Asia» (Jay Sean, Karl Wolf con Radhika Vekaria)
- «Thinking About You (Hardwell con Jay Sean)

Créditos como compositor
- «Boom Boom» (de Justice Crew)

## Premios y nominaciones
Esta es una lista completa de premios y nominaciones ganado por Jay Sean, un cantante-compositor, rapero, beatboxer y productor.
Premios Icono del Siglo XXI
- 2017: Magnificent Performing Arts Award (ganó)[7]

Brit Asia Music Awards
- 2010: Best UK Urban Act (ganó)[8]
- 2010: Best Single ("Down") (ganó)
- 2010: Best Male (nominado)
- 2010: Best Album (All or Nothing) (nominado)

UK Asian Music Awards (AMAs)
- 2005[9]
  - Best Album (Me Against Myself) (ganó)
  - Best Urban Act (ganó)
  - Best Video ("Stolen") (ganó)
- 2007
  - DesiHits Artist of the Year Award (ganó)
- 2008[10]
  - Best Urban Act (ganó)
  - Best Video ("Ride It") (ganó)
- 2009[11]
  - Best Male Act (ganó)
  - Best Album (My Own Way) (ganó)
  - Best Urban Act (ganó)
- 2010[12]
  - Best Male Act (ganó)
  - Best Urban Act (ganó)
  - Best Video ("Down") (ganó)
  - Best Album (All or Nothing) (ganó)
- 2011[13][14]
  - Best Male Act (ganó)
  - Best Urban Act (nominado)
  - Best Video - ft. Nicki Minaj – "2012 (It Ain't the End)" (ganó)

Channel U Best of British Awards
- 2008: Best Video ("Ride It") (ganó)

UK BMI Awards
- 2008: BMI Songwriter Awards ("Deal with It") (ganó)

MTV Russia Music Awards
- 2008: Best International Artist (ganó)

MOBO Awards
- 2008: Best UK Male (nominado)
- 2008: Best R'n'B/Soul (nominado)

Rogers Filmi South Asian Film Festival
- 2009: Music Video Award ("Down") (nominado)[15]

UK Urban Music Awards
- 2009: Best Collaboration ("Down", featuring Lil Wayne) (ganó)[16]

30 Under 30
- 2009: nominado (ganó)[17]